# 9e armée (Allemagne)
Pour les articles homonymes, voir 9e armée.

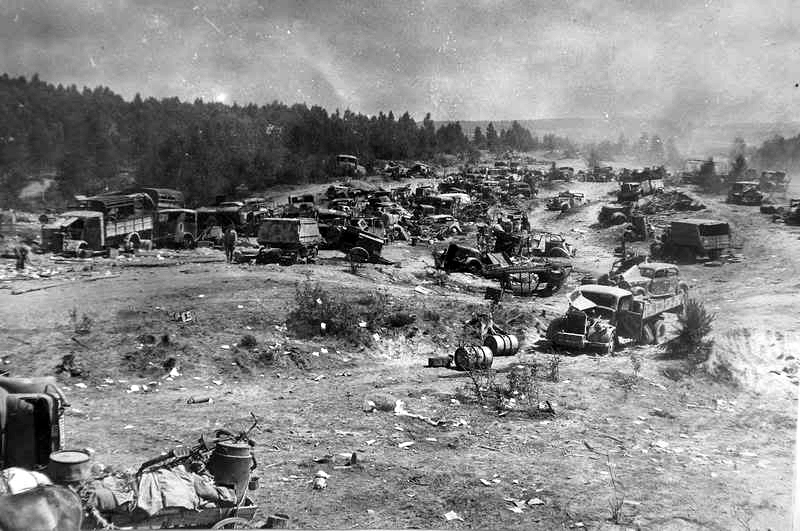
9ème armée entre le 28 juin 1944 et le 30 juin 1944

La 9e armée (en allemand : 9. Armee) était une armée (regroupement d'unités) de la Deutsches Heer (armée de terre allemande) pendant la Première Guerre mondiale, puis de la Heer (armée de terre de la Wehrmacht) lors de la Seconde Guerre mondiale.

## Seconde Guerre mondiale

### Historique
La 9e armée est entrée en service le 15 mai 1940 à partir du personnel de l'Oberbefehlshaber Ost.
C'est elle qui aura la charge de défendre les hauteurs de Seelow lors de l'offensive soviétique sur Berlin. Le refus obstiné de Hitler de faire se replier la 9e armée de Busse entrainera son encerclement dans la poche d'Halbe, au sud de Berlin. La 12e armée de Wenck percera alors vers elle et quelques milliers d'hommes réussiront à rejoindre Wenck.
Pendant la période du 4 au 8 mai 1945, les restes de la 9e armée, rattachée à la 12e armée traversent la rive ouest de l'Elbe et se rendent à la 9e armée américaine.

### Commandants successifs
| Date                                 | Grade                     | Commandant                       |
| ------------------------------------ | ------------------------- | -------------------------------- |
| 14 mai 1940 - 29 mai 1940            | Generaloberst             | Johannes Blaskowitz              |
| 30 mai 1940 - 15 janvier 1942        | Generaloberst             | Adolf Strauß                     |
| 15 janvier 1942 - 23 mai 1942        | Generalfeldmarschall      | Walther Model (blessé au combat) |
| 23 mai 1942 - 10 juin 1942           | General der Infanterie    | Albrecht Schubert                |
| 10 juin 1942 - 1er décembre 1942     | Generaloberst             | Heinrich von Vietinghoff         |
| 1er décembre 1942 - 19 mars 1943     | Generalfeldmarschall      | Walther Model                    |
| 19 mars 1943 - 30 mars 1943          | Generaloberst             | Josef Harpe                      |
| 30 mars 1943 - 20 mai 1943           | Generalfeldmarschall      | Walther Model                    |
| 20 mai 1943 - 9 juin 1943            | Generaloberst             | Josef Harpe                      |
| 9 juin 1943 - 4 novembre 1943        | Generalfeldmarschall      | Walther Model                    |
| 4 novembre 1943 - 1er mai 1944       | Generaloberst             | Josef Harpe                      |
| 20 mai 1944 - 27 juin 1944           | General der Infanterie    | Hans Jordan                      |
| 27 juin 1944 - 1er septembre 1944    | General der Panzertruppen | Nikolaus von Vormann             |
| 1er septembre 1944 - 19 janvier 1945 | General der Panzertruppen | Smilo Freiherr von Lüttwitz      |
| 19 janvier 1945 - 8 mai 1945         | General der Infanterie    | Theodor Busse                    |

### Chefs d'état-major
| Date                               | Grade        | Commandant                       |
| ---------------------------------- | ------------ | -------------------------------- |
| 15 mai 1940 - 25 octobre 1940      | Generalmajor | Karl-Adolf Hollidt               |
| 5 octobre 1940 - 16 octobre 1941   | Oberst       | Kurt Weckmann (blessé au combat) |
| 27 octobre 1941 - 14 janvier 1942  | Oberst       | Rudolf Hofmann (en)              |
| 14 janvier 1942 - 30 janvier 1943  | Generalmajor | Hans Krebs                       |
| 30 janvier 1943 - 1er octobre 1943 | Oberst       | Harald Freiherr von Elverfeldt   |
| 1er octobre 1943 - 15 juillet 1944 | Generalmajor | Helmut Staedke                   |
| 15 juillet 1944 - 15 août 1944     | Oberst       | Heinz Langmann                   |
| 15 août 1944 - 30 novembre 1944    | Generalmajor | Helmut Staedke                   |
| 30 novembre 1944 - 29 avril 1945   | Generalmajor | Johannes Hölz (mort au combat)   |

### Zones d'opérations
- France : mai 1940 - avril 1941
- Front de l'Est : juin 1941 - mai 1945

### Ordre de bataille
21 décembre 1940
- À la disposition de la 9. Armee
  - Division-Kommando z.b.V. 444
  - X. Armeekorps
- VIII. Armeekorps
  - 8. Infanterie-Division
  - 28. Infanterie-Division
- XXXVIII. Armeekorps
  - 26. Infanterie-Division
  - 34. Infanterie-Division
  - 254. Infanterie-Division
- XXIX. Armeekorps
  - 253. Infanterie-Division
  - 78. Infanterie-Division
- Höheres Kommando z.b.V. XXXII
  - 295. Infanterie-Division
  - 227. Infanterie-Division
- XXXXIII. Armeekorps
  - 57. Infanterie-Division
  - 170. Infanterie-Division

2 janvier 1942
- À la disposition de la 9. Armee
  - SS-Kavallerie-Brigade
- XXVII. Armeekorps
  - 86. Infanterie-Division
  - 251. Infanterie-Division
  - 162. Infanterie-Division
  - 129. Infanterie-Division
- VI. Armeekorps
  - 161. Infanterie-Division
  - 110. Infanterie-Division
  - 6. Infanterie-Division
  - 26. Infanterie-Division
  - 1/3 de la 339. Infanterie-Division
- XXIII. Armeekorps
  - 1/3 de la 81. Infanterie-Division
  - 256. Infanterie-Division
  - 206. Infanterie-Division
  - 102. Infanterie-Division
  - 253. Infanterie-Division

22 avril 1942
- Gruppe Funck (À la disposition de la 9. Armee)
  - 246. Infanterie-Division
  - 7. Panzer-Division
  - 5. Panzer-Division
  - 2. Panzer-Division
- XXXXI. Armeekorps
  - 342. Infanterie-Division + Lehr-Brigade 900
  - Stab + 2. Panzer-Division
  - 36. Infanterie-Division
  - 6. Panzer-Division
- Gruppe Recke
  - 129. Infanterie-Division
  - 161. Infanterie-Division
  - 162. Infanterie-Division
- VI. Armeekorps
  - 6. Infanterie-Division
  - 256. Infanterie-Division + 339. Infanterie-Division + 102. Infanterie-Division
  - 26. Infanterie-Division
- XXXXVI. Armeekorps
  - 251. Infanterie-Division + 1/3 216. Infanterie-Division
  - SS-Division “Reich”
  - 14. Infanterie-Division
  - 206. Infanterie-Division + 129. Infanterie-Division
  - 328. Infanterie-Division
- XXIII. Armeekorps
  - 253. Infanterie-Division
  - 102. Infanterie-Division
  - Stab + 1/3 110. Infanterie-Division + SS-Kavallerie-Brigade + 256. Infanterie-Division)
  - 1. Panzer-Division + 2. Panzer-Division + 208. Infanterie-Division
  - 5. Panzer-Division
- XXVII. Armeekorps
  - 110. Infanterie-Division + 7. Panzer-Division
  - 1/3 328. Infanterie-Division
  - 5. Panzer-Division + 2. Panzer-Division
  - 2/3 86. Infanterie-Division
- LVI. Armeekorps (Gruppe Decker)
  - 1/3 86. Infanterie-Division
  - 6. Panzer-Division
  - 1/3 328. Infanterie-Division + 2. Panzer-Division
  - Gruppe Decker (2. Panzer-Division)

24 juin 1942
- VI. Armeekorps
  - 6. Infanterie-Division + 1/3 339. Infanterie-Division
  - 256. Infanterie-Division
  - 26. Infanterie-Division
- XXVII. Armeekorps
  - 251. Infanterie-Division
  - 14. Infanterie-Division
  - 206. Infanterie-Division
  - 86. Infanterie-Division (Südfront)
- XXIII. Armeekorps
  - 253. Infanterie-Division
  - 129. Infanterie-Division
  - 110. Infanterie-Division
  - Panzer-Division
  - 102. Infanterie-Division
- XXXXVI. Armeekorps
  - 87. Infanterie-Division
  - 2/3 328. Infanterie-Division
  - 5. Panzer-Division
- Gruppe Esebeck (Stab 2. Panzer-Division)
  - 246. Infanterie-Division
  - 2. Panzer-Division
  - 197. Infanterie-Division

15 novembre 1942
- À la disposition de la 9. Armee
  - Infanterie-Division “Großdeutschland”
  - 9. Panzer-Division
  - 1/3 337. Infanterie-Division
  - Polizei-Regiment 13
  - 11. Panzer-Division
  - SS-Kavallerie-Division
  - 14. Infanterie-Division
  - 1. Panzer-Division
- XXXIX. Panzerkorps
  - 2/3 78. Infanterie-Division
  - 5. Panzer-Division
  - 102. Infanterie-Division + 1/3 78. Infanterie-Division
  - 2/3 337. Infanterie-Division
- XXVII. Armeekorps
  - 95. Infanterie-Division
  - 72. Infanterie-Division
  - 256. Infanterie-Division
  - 129. Infanterie-Division + 6. Infanterie-Division
  - 2/3 87. Infanterie-Division + 1/3 110. Infanterie-Division + 251. Infanterie-Division
  - 251. Infanterie-Division
- XXIII. Armeekorps
  - 206. Infanterie-Division
  - 253. Infanterie-Division + 2/3 110. Infanterie-Division + 1/3 87. Infanterie-Division
  - 86. Infanterie-Division
  - 246. Infanterie-Division
  - 1/3 10. Infanterie-Division
- VI. Armeekorps
  - 2. Luftwaffen-Feld-Division
  - 197. Infanterie-Division
  - 7. Flieger-Division
- XXXXI. Panzerkorps
  - 330. Infanterie-Division
  - 205. Infanterie-Division + 1/3 328. Infanterie-Division

1er janvier 1943
- À la disposition de la 9. Armee
  - 78. Infanterie-Division
  - 83. Infanterie-Division
- XXXIX. Panzerkorps
  - Gruppe Müller-Gebhard: 95. Infanterie-Division, 72. Infanterie-Division, 256. Infanterie-Division
  - 2/3 6. Infanterie-Division + 2/3 129. Infanterie-Division
  - Gruppe Burdach: 87. Infanterie-Division, 251. Infanterie-Division, 9. Panzer-Division + 1/3 6. Infanterie-Division + 206. Infanterie-Division
  - 14. Infanterie-Division
- XXIII. Armeekorps (avec Gruppe General Hörnlein & Gruppe General Praun)
  - 206. Infanterie-Division
  - 12. Panzer-Division
  - 20. Panzer-Division
  - 253. Infanterie-Division
  - 110. Infanterie-Division
  - 86. Infanterie-Division + 1. Panzer-Division
- XXXXI. Panzerkorps
  - 246. Infanterie-Division
  - SS-Kavallerie-Division
  - 2. Luftwaffen-Feld-Division
  - 52. Infanterie-Division
- VI. Armeekorps
  - 197. Infanterie-Division
  - 20. Panzer-Division
  - 7. Flieger-Division
  - 1/3 330. Infanterie-Division + 1/3 328. Infanterie-Division
  - 205. Infanterie-Division

7 juillet 1943
- XX. Armeekorps
  - 251. Infanterie-Division
  - 137. Infanterie-Division
  - 45. Infanterie-Division
  - 72. Infanterie-Division
- XXXXVI. Panzerkorps
  - 102. Infanterie-Division
  - 258. Infanterie-Division + Gruppe von Manteuffel
  - 7. Infanterie-Division
  - 31. Infanterie-Division
- XXXXVII. Panzerkorps
  - 20. Panzer-Division
  - 6. Infanterie-Division
  - 2. Panzer-Division
  - 9. Panzer-Division
- XXXXI. Panzerkorps
  - 18. Panzer-Division
  - 292. Infanterie-Division
  - 86. Infanterie-Division
- XXIII. Armeekorps
  - 78. Sturm-Division
  - 216. Infanterie-Division
  - 383. Infanterie-Division + ½ 36. Infanterie-Division

20 novembre 1943
- XXXV. Armeekorps
  - 45. Infanterie-Division
  - 36. Infanterie-Division
  - 31. Infanterie-Division
  - Kampfgruppe 6.
  - 299. Infanterie-Division
  - 134. Infanterie-Division
- XXIII. Armeekorps
  - 296. Infanterie-Division
  - 253. Infanterie-Division
  - 383. Infanterie-Division
  - 707. Infanterie-Division
- LV. Armeekorps
  - 110. Infanterie-Division
  - 267. Infanterie-Division
- XXXXI. Panzerkorps
  - 260. Infanterie-Division
  - 131. Infanterie-Division

26 décembre 1943
- XXXXI. Panzerkorps
  - 134. Infanterie-Division + 1. SS-Infanterie-Brigade + Kavallerie-Regiment Mitte
  - 253. Infanterie-Division
  - 16. Panzer-Division
- XXXV. Armeekorps
  - 383. Infanterie-Division + 707. Infanterie-Division + 36. Infanterie-Division
  - 299. Infanterie-Division + 45. Infanterie-Division
- LV. Armeekorps
  - 6. Infanterie-Division
  - 296. Infanterie-Division
  - 110. Infanterie-Division
  - 31. Infanterie-Division

15 avril 1944
- À la disposition de la 9. Armee
  - LV. Armeekorps
- XX. Armeekorps
  - 102. Infanterie-Division
  - 292. Infanterie-Division
- XXXXI. Panzerkorps
  - 129. Infanterie-Division
  - 35. Infanterie-Division
  - 110. Infanterie-Division
  - 36. Infanterie-Division
- XXXV. Armeekorps
  - 45. Infanterie-Division + 707. Infanterie-Division
  - 383. Infanterie-Division
  - 6. Infanterie-Division
  - 296. Infanterie-Division + 707. Infanterie-Division
- Gruppe Generalleutnant von Kessel (subordonné au XXXV. Armeekorps)
  - 134. Infanterie-Division
  - 20. Panzer-Division

15 mai 1944
- À la disposition de la 9. Armee
  - 110. Infanterie-Division
- LV. Armeekorps
  - 102. Infanterie-Division
  - 292. Infanterie-Division
- XXXXI. Panzerkorps
  - 129. Infanterie-Division
  - 35. Infanterie-Division + 707. Infanterie-Division
  - 36. Infanterie-Division
- XXXV. Armeekorps
  - 45. Infanterie-Division
  - 383. Infanterie-Division
  - 6. Infanterie-Division
  - 296. Infanterie-Division + 707. Infanterie-Division
  - 134. Infanterie-Division + 20. Panzer-Division

15 juin 1944
- LV. Armeekorps
  - 102. Infanterie-Division
  - 292. Infanterie-Division
- XXXXI. Panzerkorps
  - 129. Infanterie-Division
  - 35. Infanterie-Division
  - 36. Infanterie-Division
- XXXV. Armeekorps
  - 45. Infanterie-Division
  - 383. Infanterie-Division
  - 6. Infanterie-Division
  - 296. Infanterie-Division
  - 134. Infanterie-Division
  - 129. Infanterie-Division

31 août 1944
- À la disposition de la 9. Armee
  - II. Corps de réserve hongroise
  - 23e division de réserve hongroise
- XXXXVI. Panzerkorps
  - 19. Panzer-Division
  - 17. Infanterie-Division
  - 45. Grenadier-Division
  - Fallschirm-Panzer-Division “Hermann Göring”
  - 6. Grenadier-Division
  - Korps-Abteilung E (Divisionsgruppen 86, 137, 251)
- VIII. Armeekorps
  - Grenadier-Brigade 1132 + Lehr-Brigade 902
  - 5e division de réserve hongroise
- VI. SS-Panzerkorps
  - 73. Infanterie-Division
  - 1re division de cavalerie hongroise
  - 3. SS-Panzer-Division “Totenkopf”
  - 5. SS-Panzer-Division “Wiking” + Grenadier-Brigade 1131

28 septembre 1944
- À la disposition de la 9. Armee
  - Gruppe von dem Bach
- VIII. Armeekorps
  - 17. Infanterie-Division
  - 45. Grenadier-Division
  - 6. Grenadier-Division
  - Korps-Abteilung E (Divisionsgruppen 86, 137, 251)
- XXXXVI. Panzerkorps
  - 5e division de réserve hongroise
  - Gruppe Generalmajor Rohr
  - 19. Panzer-Division
- VI. SS-Panzerkorps
  - Fallschirm-Panzer-Division “Hermann Göring”
  - 3. SS-Panzer-Division “Totenkopf”
  - 5. SS-Panzer-Division “Wiking”

13 octobre 1944
- VIII. Armeekorps
  - 17. Infanterie-Division
  - 45. Volks-Grenadier-Division
  - 6. Volks-Grenadier-Division
  - 251. Infanterie-Division
- XXXXVI. Panzerkorps
  - 5e division de réserve hongroise
  - 73. Infanterie-Division
- VI. SS-Panzerkorps
  - 19. Panzer-Division
  - 3. SS-Panzer-Division “Totenkopf”
  - 5. SS-Panzer-Division “Wiking”

31 décembre 1944
- LVI. Panzerkorps
  - 214. Infanterie-Division
  - 17. Infanterie-Division
- VIII. Armeekorps
  - 45. Volks-Grenadier-Division
  - 6. Volks-Grenadier-Division
  - 251. Infanterie-Division
- XXXXVI. Panzerkorps
  - 337. Volks-Grenadier-Division
  - Festungskommandant Warschau
  - Sperr-Brigade 1
  - 73. Infanterie-Division

26 janvier 1945
- À la disposition de la 9. Armee
  - Divisionsstab z.b.V. 608
- Gruppe Saucken (Panzerkorps “Großdeutschland”)
  - Fallschirm-Panzer-Division 1 “Hermann Göring”
  - 19. Panzer-Division
  - Panzer-Grenadier-Division “Brandenburg”
  - 25. Panzer-Division
  - Gruppe Jauer (20. Panzer-Grenadier-Division)
  - 16. Panzer-Division
  - 17. Panzer-Division
- XXXX. Panzerkorps
  - Alarm-Einheiten

1er mars 1945
- À la disposition de la 9. Armee
  - 10. SS-Panzer-Division “Frundsberg”
- V. SS-Gebirgs-Korps
  - Divisionsstab z.b.V. 391
  - 32. SS-Freiwilligen-Grenadier-Division “30. Januar”
  - Divisionsstab Raegener (433. & 463. Infanterie-Divisionen)
  - Festung Frankfurt
- XI. SS-Armeekorps
  - 712. Infanterie-Division
  - Panzer-Grenadier-Division “Kurmark”
  - 25. Panzer-Grenadier-Division
  - Forteresse de Custrin
- CI. Armeekorps
  - Infanterie-Division “Döberitz”
  - Infanterie-Division “(Groß-) Berlin”
  - Divisionsstab z.b.V. 606
- Korps Oder
  - 1. Marine-Schützen-Division
  - Gruppe Skorzeny
  - Gruppe Klossek

12 avril 1945
- À la disposition de la 9. Armee
  - 600. (Russische) Infanterie-Division
  - LVI. Panzerkorps
  - 25. Panzer-Grenadier-Division
  - Panzer-Division “Müncheberg”
  - Ausbildungs-Division 256
- V. SS-Gebirgs-Korps
  - Divisionsstab z.b.V. 391
  - 32. SS-Freiwilligen-Grenadier-Division “30. Januar”
  - Divisionsstab Raegener (433. & 463. Infanterie-Divisionen)
  - Festung Frankurt
- XI. SS-Armeekorps
  - 712. Infanterie-Division
  - 169. Infanterie-Division
  - 303. Infanterie-Division (Infanterie-Division “Döberitz")
  - 20. Panzer-Grenadier-Division
  - 9. Fallschirmjäger-Division
  - Panzer-Grenadier-Division “Kurmark”
- CI. Armeekorps
  - Infanterie-Division “(Groß-) Berlin”
  - Divisionsstab z.b.V. 606
  - 5. Jäger-Division

30 avril 1945
- V. SS-Gebirgs-Korps
  - Kampfgruppe 21. Panzer-Division
  - Panzer-Grenadier-Division “Kurmark”
  - 23. SS-Freiwilligen-Panzergrenadier-Division ”Nederland” (niederlandische Nr. 1)
  - 32. SS-Freiwilligen-Grenadier-Division “30. Januar”
  - 35. SS- und Polizei-Grenadier-Division
  - 36. Waffen-Grenadier-Division der SS
- XI. SS-Armeekorps
  - 337. Volks-Grenadier-Division
  - 169. Infanterie-Division
  - 214. Infanterie-Division
  - 275. Infanterie-Division
  - 286. Infanterie-Division
  - 342. Infanterie-Division
- V. Armeekorps
  - 712. Infanterie-Division
  - 303. Infanterie-Division (Infanterie-Division “Döberitz")
  - Feldausbildungs-Division 463
  - Feldausbildungs-Division 541
  - Feldausbildungs-Division 619